# Пирлиндол
Пирлиндол (пиразидол) — оригинальный российский антидепрессант, обратимый селективный ингибитор моноаминоксидазы типа А. Сходными по структуре и спектру действия антидепрессантами являются тетриндол и инказан. По утверждению российских авторов, отличается регулирующим влиянием на ЦНС (проявляет активирующее действие у больных с апатическими, анергическими депрессиями и седативное действие у больных с ажитированными состояниями). Кроме того, утверждается, что пирлиндол обладает также ноотропной активностью и улучшает познавательные (когнитивные) функции. Структурно пирлиндол имеет сходство с серотонином.
Применяется в психиатрической практике в странах СНГ, на Западе этот препарат не используется. Пирлиндол имеет слабую доказательную базу (существуют лишь единичные небольшие РКИ) и практически неизвестен в западных странах. Слабость доказательной базы и ненадёжность терапевтического эффекта, а также неоправданно большая стоимость высоких доз пирлиндола (невыгодное соотношение стоимости и эффективности) ограничивают его использование в клинической практике.
Уступает амитриптилину по антидепрессивному действию.

## Общая информация
Пирлиндол является ингибитором МАО второго поколения, в отличие от применявшихся ранее необратимых ингибиторов (например, ниаламида).
В нейрохимическом механизме действия пирлиндола основную роль играет его влияние на содержание и обмен в ЦНС нейромедиаторных моноаминов. Следует учитывать разную степень ингибирования пирлиндолом дезаминирования разных моноаминов. Он сильно блокирует дезаминирование серотонина и норадреналина и относительно мало влияет на дезаминирование тирамина, что создаёт меньше предпосылок для развития «сырного» синдрома. Пирлиндол частично ингибирует также и обратный захват моноаминов, что сближает его в определённой степени с трициклическими антидепрессантами. В совокупности применение пирлиндола приводит к значительной активации процессов синаптической передачи нервного возбуждения в ЦНС.
Фармакологически пирлиндол характеризуется ослаблением депрессивных эффектов резерпина, потенцированием действия фенамина, леводопы, 5-HT. Потенцирует также действие барбитуратов, алкоголя. В отличие от трициклических антидепрессантов, пирлиндол не оказывает антихолинергического действия.
Назначают пирлиндол больным биполярным аффективным расстройством, шизоаффективным расстройством, шизофренией с выраженным депрессивным компонентом, инволюционной депрессией, большой и малой депрессией, дистимией. Препарат особенно показан при депрессиях с психомоторной заторможенностью, а также при депрессиях, сопровождающихся тревожно-депрессивными и тревожно-бредовыми компонентами, анестетической, ипохондрической и неврозоподобной симптоматикой.
Больным алкоголизмом, особенно в период алкогольной абстиненции, пирлиндол назначают для уменьшения депрессивных и тревожно-депрессивных состояний.
При необходимости можно сочетать пирлиндол с другими антидепрессантами (за исключением неселективных ингибиторов МАО), антипсихотиками, транквилизаторами, нормотимиками, ноотропами.
Хорошая переносимость позволяет применять пирлиндол у больных с сопутствующими соматическими заболеваниями. Имеются данные об использовании пирлиндола при лечении депрессивных состояний у больных со стенокардией.
Нельзя назначать пирлиндол одновременно с антидепрессантами — неселективными ингибиторами МАО. После применения неселективных ингибиторов МАО пирлиндол можно назначать через 2 недели. Кроме того, пирлиндол не сочетается с СИОЗС, кломипрамином, венлафаксином, нефазодоном.
В связи с антимоноаминоксидазной активностью препарата следует учитывать возможность повышенной реакции на адреналин и другие симпатомиметические амины в случае их введения больному во время приёма пирлиндола. При отсутствии острой необходимости введение этих препаратов во время лечения пирлиндолом не рекомендуется.

## Противопоказания и побочные эффекты
Препарат противопоказан при печёночной и почечной недостаточности, заболеваниях кроветворной системы, в период беременности и кормления грудью, детям до 15 лет.
Отсутствие у пирлиндола холинолитического действия позволяет применять его у больных, которым противопоказаны антидепрессанты, обладающие холинолитической активностью (при глаукоме, аденоме предстательной железы и др.), такие как амитриптилин, имипрамин и др. В редких случаях при повышенной чувствительности могут наблюдаться небольшая сухость во рту, потливость, тремор рук, тахикардия, тошнота, головокружение. Эти явления быстро проходят при уменьшении дозы. Побочными эффектами пирлиндола являются также аллергические реакции, нарушение сна. У пациентов с параноидным синдромом пирлиндол может вызывать его обострение.